# Filippo Silvestri
Filippo Silvestri, född den 22 juni 1873 i Bevagna, död den 10 juni 1949 i Portici. Italiensk entomolog som specialiserade sig i trevfotingar, fjällborstsvansar, larvborstsvansar och termiter, men forskade även i steklar, mångfotingar och italienska tvåvingar. Han är känd för att ha beskrivit och namngett den tidigare okända arten jordlöss.
Som ung var Silvestri assistent till Giovanni Battista Grassi. 1904 blev han direktör för Institutionen för entomologi och zoologi vid jordbruksskolan i Portici, en post han innehade i 45 år. Han upptäckte polyembryoni på 1930-talet när han forskade i Litomatix truncatellus. Silvestris samlingar finns i Museo Civico di Storia Naturale di Genova, dubbletter av termiter finns på Naturhistoriska Riksmuseet och ett fåtal dubbelfotingar på Museum für Naturkunde i Berlin. Han har fått ett torg i hemstaden Bevagna och en skola i Portici uppklaade efter sig.